# David Brown (ruimtevaarder)
David McDowell Brown (Arlington County, 16 april 1956 – boven de staat Texas, 1 februari 2003) was een Amerikaans ruimtevaarder. Browns eerste ruimtevlucht was STS-107 met de spaceshuttle Columbia en vond plaats op 16 januari 2003. De zevenkoppige bemanning overleed op 1 februari 2003, nadat de shuttle tijdens de terugkeer in de dampkring uiteenviel.
Brown studeerde medicijnen en werd later testpiloot. Hij werd in 1996 astronaut bij NASA.
Planetoïde 51825 Davidbrown werd naar hem vernoemd.